# Léon Jonathan
Pierre Léon Jeannot dit Léon Jonathan, né à Vaugirard le 25 juillet 1849 et mort à Paris 6e le 19 décembre 1901, est un poète, chansonnier et auteur dramatique français.

## Biographie
Parallèlement à sa carrière d'employé à l'Assistance publique de Paris, Léon Jeannot fit ses premiers pas littéraires dans la poésie sous son propre nom, avant de se lancer dans l'écriture de chansons puis de pièces de théâtre sous le pseudonyme de Léon Jonathan.
Ses pièces ont été représentées au Théâtre Beaumarchais et au Théâtre du Château-d'Eau. Il obtient ses plus importants succès en 1882 avec sa pièce Pierre Vaux, l'instituteur et avec Carnot, un drame en cinq actes joué sur les planches du Théâtre de l'Ambigu en 1884. Sa dernière pièce sera représentée en novembre 1892, neuf ans avant sa mort intervenue à l'âge de 52 ans.

## Œuvres
Comme dramaturge
- 1878 : Une tête de Turc !, opérette en 1 acte avec Gaston Marot, musique d'Auguste L'Eveillé, à l'Eldorado[6]
- 1879 : Un futur dans l'embarras, opérette en 1 acte avec Gaston Marot, musique d'Auguste L'Éveillé, à l'Eldorado[7]
- 1880 : Le Ménétrier de Meudon, opéra-comique en trois actes avec Gaston Marot, musique de Germain Laurens, au théâtre des Fantaisies-Parisiennes (1er septembre)[8]
- 1880 : La Convention nationale, drame en six actes et huit tableaux, au théâtre du Château-d'Eau (5 février)
- 1881 : On demande un dompteur, opérette en 1 acte avec Charles Desmarets, musique d'André Méris, au Concert de la Scala (septembre)
- 1882 : Pierre Vaux, l'instituteur, drame historique en cinq actes et sept tableaux avec Louis Péricaud, au théâtre du Château d'Eau (5 mars)[9]. Reprise au théâtre de Belleville le 7 août 1891 et au théâtre de la République le 30 août 1893.
- 1882 : Les Deux Ménélas, vaudeville en 3 actes avec Gaston Marot et Édouard Philippe, au théâtre de la Comédie-Parisienne (12 mai)
- 1882 : Simon, l'enfant trouvé, drame en 5 actes et 6 tableaux, au théâtre du Château d'Eau (3 novembre)
- 1882 : La Cour d'amour, opéra-comique en 3 actes avec Gaston Marot, musique de Charles Hubans, à l'Alcazar-Royal de Bruxelles (1er décembre). Reprise aux Bouffes du Nord le 18 décembre 1884[10]
- 1883 : Un déjeuner du jour de l'An, vaudeville en un acte avec Charles Desmarets, au théâtre des Gobelins (19 mai)
- 1884 : Le Million du Polonais, vaudeville en 3 actes avec Gaston Marot et Édouard Philippe, musique de M. Daynes, au Casino de Bruxelles (25 mars)
- 1884 : Carnot, drame militaire en 5 actes et 8 tableaux avec Henri Blondeau et William Busnach, au théâtre de l'Ambigu (26 avril)[11],[12]
- 1892 : Le Petit Chaperon de Montrouge, pantomime en 1 acte et 3 tableaux avec Léon Garnier, musique de Léopold Gangloff, à Ba-Ta-Clan (17 novembre)[13]

Comme parolier
- 1873 : Les Dernières Cartouches, chanson, paroles de Léon Jonathan et Charles Desmarets, musique de Francis Chassaigne[14]
- 1876 : Le Poil à gratter !, scène comique, paroles de Léon Jonathan et Paulus, musique de Charles Malo
- 1877 : La Foire de Landerneau, grande scène comique, paroles de Léon Jonathan et Paulus, musique de Marc Chautagne[15]
- 1877 : Salut aux enfants de Paris, rondeau, paroles de Léon Jonathan, musique de Charles Leriche[16]
- 1878 : J'réponds pas d'la casse !, chansonnette comique, paroles de Léon Jonathan et Charles Desmarets, musique de Charles Pourny
- 1881 : N'y a d'la chance que pour ceux-là !, chansonnette, paroles de Léon Jonathan et Gaston Marot, musique de Charles Pourny
- 1880 : Le Réveil du pauvre homme, chanson, paroles de Léon Jonathan, musique de Gustave Mauget[17]
- 1893 : L'Escadre russe, marche, paroles de Léon Jonathan et Constant Saclé, musique de Joseph Cayrou[18]
- 1898 : La Chanson du miséreux, chanson, paroles de Léon Jonathan[19]

## Distinctions
- Officier d'Académie (arrêté du ministre de l'Instruction publique et des Beaux-Arts du 25 juillet 1892)[20]